# Ludwik Mierosławski

Ludwik Mierosławski, Porträt aus den frühen 1840er Jahren

Ludwik Mierosławski (* 17. Januar 1814 in Nemours, Frankreich; † 22. November 1878 in Paris, Frankreich) war ein polnischer Revolutionär, der an zahlreichen Aufständen vor allem in Polen, aber auch in Italien beteiligt war. Während der badischen Revolution 1849 war er als Oberbefehlshaber der Revolutionsarmee in den Kämpfen zur Verteidigung einer badischen Republik im Rahmen der Reichsverfassungskampagne aktiv.

## Leben
Mierosławski wurde als Sohn der Französin Camille Notté de Vaupleux und des emigrierten polnischen Offiziers Adam-Gaspard Mierosławski in Frankreich geboren. Der napoleonische General Louis-Nicolas Davout war sein Pate. Ab 1820 lebte er im russischen Teil Polens (Kongresspolen). Schon als 16-Jähriger war er 1830 als Fähnrich am Novemberaufstand gegen Russland beteiligt. Nach dessen Niederwerfung ging er 1831 zurück nach Frankreich. 1835/36 veröffentlichte Mierosławski mehrere Gedichte, die jedoch wenig Anklang fanden. 1842 wurde Mierosławski zum Mitglied des Zentralkomitees der polnischen Emigranten in Paris gewählt.
1846 war Mierosławski Anführer eines geplanten gesamtpolnischen Aufstandes im Großherzogtum Posen gegen die preußische Vorherrschaft. Im selben Jahr wurde er als Rädelsführer verhaftet und 1847 in Berlin im Polenprozess zum Tode verurteilt. Aufgrund seines Auftritts im Prozess erhielt er vielfältige Unterstützung, z. B. durch Bettina von Arnim.
Im Zuge der Märzrevolution von 1848 in Preußen wurde er zunächst zu lebenslanger Gefängnishaft begnadigt, dann mit anderen gefangenen polnischen Revolutionären befreit und führte im April/Mai 1848 den polnischen Aufstand in Posen zur Befreiung und Einigung Polens militärisch an. Dieser Aufstand, bei dem Mierosławski auch das Ziel hatte, die Revolution in den russischen Teil Polens zu tragen, bedeutete für König Friedrich Wilhelm IV. die Gefahr eines Krieges mit Russland. Der Aufstand wurde im Mai 1848 von preußischen Truppen niedergeschlagen. Mierosławski wurde erneut gefangen genommen. Auf diplomatische Intervention des revolutionären Frankreichs im Gefolge der Februarrevolution 1848 wurde er wieder begnadigt und nach Frankreich ausgewiesen.

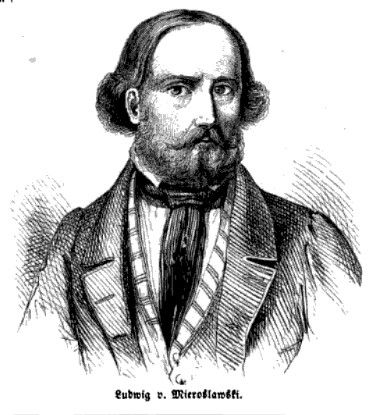
Mieroslawski im Revolutionsjahr 1848 nach einer zeitgenössischen Darstellung

Anfang 1849 ging Mierosławski nach Sizilien, wo er die dortigen Revolutionäre, die auch eine Einigung Italiens anstrebten, befehligte. Auch dort unterlagen seine Truppen der Übermacht der Gegenrevolution. In einem Gefecht verwundet, kehrte er zur Genesung nach Paris zurück.
Im Juni 1849 wurde er von der provisorischen republikanischen Revolutionsregierung in Baden gerufen, um als General und Oberbefehlshaber mit der badischen Revolutionsarmee die badische Revolution gegen die anrückenden konterrevolutionären Truppen unter preußischer Führung zu verteidigen, nachdem der erste Kommandeur der badischen Revolutionsarmee, Franz Sigel, durch Verwundung ausgefallen war.
Mierosławski legte erhebliches taktisches Geschick an den Tag. Es gelang ihm, den Angriff des antirevolutionären Interventionsheers unter der Führung des Prinzen Wilhelm von Preußen, im Raum zwischen Heidelberg und Mannheim zu stoppen. Als die Verteidigungslinie der Revolutionstruppen umgangen wurde und preußische Truppen sich nach dem Gefecht bei Waghäusel im Rücken der Badener festsetzten, führte Mierosławski sein geschlagenes Heer im sog. Flankenmarsch geordnet nach Süden, um eine zweite Verteidigungslinie bei Rastatt zu beziehen.
Doch trotz Mierosławskis taktischem Geschick konnten die badischen Revolutionäre auch bei Rastatt der gegnerischen Übermacht nicht standhalten. Resigniert an der schwachen politischen Führung der badischen Revolutionsregierung als auch an der absehbaren Niederlage der schlecht bewaffneten und ausgebildeten Revolutionsarmee legte er am 1. Juli 1849 seinen Oberbefehl nieder. Für drei Monate zog sich Mierosławski in die Schweiz zurück.
Nach dreiwöchiger Belagerung fiel die Festung Rastatt am 23. Juli 1849. Damit war die badische Revolution und mit ihr die Revolution von 1848/49 endgültig niedergeschlagen worden.
Mierosławski hielt sich nach der Revolution von 1848/49 wieder in Paris auf und arbeitete dort als Privatlehrer. 1861 zog es ihn erneut in den Unabhängigkeitskampf. Giuseppe Garibaldi vertraute ihm im wiederholten Kampf gegen die österreichische Vorherrschaft in Oberitalien den Oberbefehl über die internationale Legion in Italien an. Bis 1862 war er Kommandeur der polnischen Militärschule in Genua (siehe auch Risorgimento).

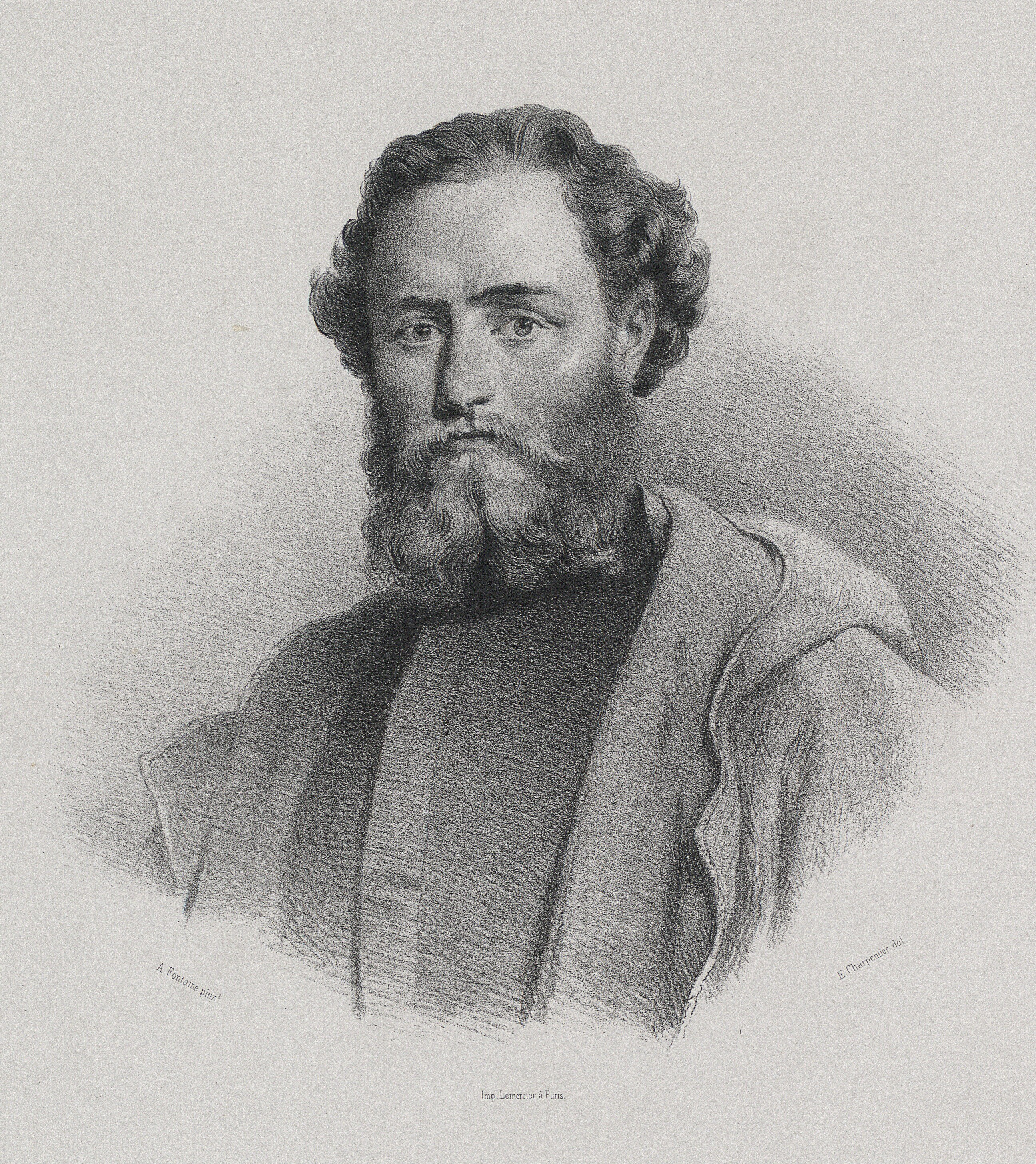
Mierosławski in den 1860er Jahren

Einmal noch trat Mierosławski als ernannter Anführer („Diktator“) im polnischen Januaraufstand von 1863/64 gegen Russland als Revolutionär öffentlich in Erscheinung. Nach dessen Niederschlagung floh er zurück nach Paris.
Danach wurde es ruhig um Ludwik Mierosławski. Er starb verarmt am 22. November 1878 im Alter von 64 Jahren in Paris, wo er auf dem Cimetière Montparnasse begraben wurde.

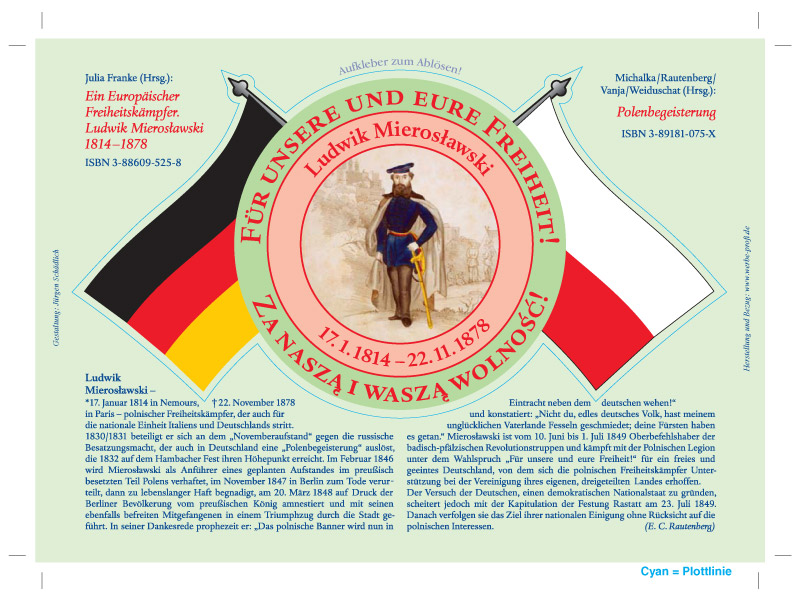
Autoaufkleber zu Ehren von Mierosławski, 2007 in Auftrag gegeben von dem brandenburgischen Generalstaatsanwalt Erardo Cristoforo Rautenberg

Obwohl die von ihm angeführten revolutionären Aufstände alle infolge der Übermacht des Gegners gescheitert waren, gilt er mit seinem Ruf als „polnischer Napoleon“ nicht nur den Polen als Beispiel eines unbedingten Freiheits- und Unabhängigkeitswillens, der sein Interesse an einer freien polnischen Nation immer mit einem frühen Internationalismus verbunden habe.

## Werke
- Żelazna Maryna, Paris 1835 (Gedichtband; polnisch) Google-Digitalisat
- Szuja, Paris 1835 (Gedichtband; polnisch) Google-Digitalisat
- Bitwa grochowska 1835 Digitalisat
- Histoire de la révolution de Pologne (Bd. 1–3, Par. 1837; Bd. 4, 1878)
  - Band 1, Paris 1836 im Internet Archive
  - Band 2, Paris 1836 im Internet Archive

- La tache de Caïn (deutsch: Das Kainsmal), Paris, 1841. unter dem Pseudonym L. Notté de Vaupleux.[7]
  - Band 1 bei gallica; französisch
  - Band 2 bei gallica; französisch

- Kritische Darstellung des Feldzugs von 1831 und hieraus abgeleitete Regeln für Nationalkriege. Berlin 1848, Google-Digitalisat, im Internet Archive
- Berichte des Generals (Ludwig) Mieroslawski über den Feldzug in Baden. Jenni, Sohn, Bern 1849, Digitalisat mit einer Karte der Militärbewegungen
- Deuxième mémoire adressé au gouvernement de S.M. l'empereur Napoléon III sur l'expédition de Crimée et la conduite de la guerre d'orient. Genf 1855 im Internet Archive
- Histoire de la commune polonaise du dixième au dix-huitième siècle. Berlin 1856 im Internet Archive
- De la nationalité polonaise dans l'équilibre européen. Paris 1856 im Internet Archive
- Pamiętnik Mierosławskiego (1861–1863), 1924, Tagebuch von Mieroslawski herausgegeben von Józef Frejlich, polnisch